# Sävenäs (przystanek kolejowy)
Sävenäs – przystanek kolejowy położony pomiędzy Sävenäs i Göteborgiem, w regionie Västra Götaland, w Szwecji. Znajduje się na Västra stambanan i jest obsługiwany przez pociągi podmiejskie Göteborgs pendeltåg, kursujące między Göteborgiem i Alingsås.

## Linie kolejowe
- Västra stambanan